# Історичне простеження двох помітних спотворень Святого Письма
«Історичне простеження двох помітних спотворень Святого Письма» (англ. An Historical Account of Two Notable Corruptions of Scripture) — богословсько-історичний трактат Ісаака Ньютона антитринітарної спрямованості. Написаний 1690 року, опублікований 1754 (посмертно).
Трактат містить огляд усіх доступних Ньютону античних доказових текстів, що стосуються двох спірних уривків із християнської Біблії, а саме:
- «Іванова вставка» — вірші від п'ятого по сьомий п'ятого розділу першого послання апостола Івана (див. 1Ів. 5:7);
- шістнадцятий вірш третього розділу першого послання апостола Павла до Тимофія (див. 1 Тим. 3:16).

Обидва зазначені фрагменти використовувалися для обґрунтування концепції «триєдності Бога» та божественності Ісуса Христа. У результаті свого дослідження Ньютон показав, що обидва фрагменти є пізніми вставками, «благочестивим шахрайством», і дійшов такого узагальнювального висновку: «З цих прикладів ясно випливає, що Писання сильно спотворено в перші століття і особливо в четвертому столітті під час аріанських суперечок».
Головною метою Ньютона було в обережних висловлюваннях поставити під сумнів концепцію «триєдності Бога». Ньютон вважав, що священики та єпископи церкви, поклоняючись Христу замість Бога, займаються ідолопоклонством. Сам Ньютон був упевнений: «Те, що так довго іменувалося аріанством, є не що інше, як старе, неушкоджене християнство, а Афанасій послужив сильним, підступним і лиходійним знаряддям цієї зміни». Ісуса Христа Ньютон вважав не Богом, а людиною посередником між Богом і людьми. «Ми не повинні молитися двом богам».

## Зміст
Трактат написано у формі двох «листів до друга» (мався на увазі Джон Лок). Лок переправив текст друзям до Нідерландів, але опубліковано його (у Франції) лише 1754 року, посмертно.

### 1Ів.5:7
В українському перекладі Біблії Івана Огієнка вірші 5:7 і 5:8 перекладено так (червоним виділено так звану «Іванову вставку»):

(5:7) Бо троє свідкують на небі: Отець, Слово й Святий Дух, і ці Троє — Одно.

(5:8) І троє свідкують на землі: дух, і вода, і кров, і троє — в одно.

Використовуючи писання ранніх Отців Церкви, манускрипти грецькою і латиною та свідчення перших версій Біблії, Ісаак Ньютон показав, що вірш 5:7, який зазвичай використовують для підтвердження істинності доктрини про Трійцю, був відсутнім у ранніх грецьких оригіналах Нового Заповіту, а, отже, є пізнішою апокрифічною вставкою. Потім Ньютон простежив шлях, яким ця вставка потрапила в латинські версії Писання, спочатку коментарі на полях, а потім і в сам текст. На думку Ньютона, вставку додав у IV столітті блаженний Єронім.
Ньютон показав, що тільки 1515 року вставку вперше прийняв як частину грецького тексту кардинал Сиснерос під впливом одного пізнього грецького манускрипта, виправленого під впливом латинського тексту Письма. Нарешті, Ньютон аналізує сенс і контекст цього вірша, приходячи до висновку, що ця вставка перериває зрозумілий до того текст Письма і спотворює його сенс.
На думку сучасних текстологів, зокрема Раймонда Брауна, Вільяма Барклі, Карла Кюнстля і Брюса Мецгера, Ньютон мав рацію щодо апокрифічності вставки, проте ймовірніше, автором її був не Єронім, а ересіарх Присцилліан, єпископ міста Авіли (Іспанія).

### 1Тим.3:16
Ньютон показав, як за допомогою незначної зміни грецького тексту в нього вставлено слово «Бог», щоб текст прочитувався як «Бог у тілі з'явився»: до грецького займенника ὃς (Той, Який) приписано дві літери θε і вийшло θεός (Бог). Ньютон також продемонстрував, що ранні письменники Церкви нічого не знали про подібний варіант тексту.

## Історія публікації
Ньютон багато років дуже ретельно вивчав Біблію, не сумніваючись, що вона містить приховані знання. Він вивчив давньоєврейську і зробив більше тридцяти перекладів різних біблійних книг, зібрав величезну бібліотеку святоотцівської та біблійної літератури, вивчив масу праць авторитетних текстологів-біблеїстів від давнини до XVII століття, досліджував біблійні пророцтва і план храму Соломона, в якому вбачав таємний сенс.
Хоча цей трактат написано 1690 року, опубліковано його вперше лише 1754 року. Ньютон, переконаний антитринітарій, не публікував його за життя, ймовірно, через політичний клімат, що панував тоді в Англії. Законодавчий акт 1697 року «Про придушення богохульства і безбожності» прирівнював заперечення будь-кого з осіб Трійці до діянь, що караються поразкою в цивільних правах, а при повторенні даного діяння — ув'язненням. 1693 року за наказом Палати лордів спалено памфлет, що містив заперечення істинності доктрини Трійці. 1697 року в Единбурзі (Шотландія) за заперечення Трійці та інших релігійних доктрин страчено через повішення Томаса Ейкенхеда, сина единбурзького лікаря. Друга Ньютона Вільяма Вістона (перекладача праць Йосипа Флавія) 1710 року позбавлено професорського звання і вигнано з Кембриджського університету за твердження про те, що віросповіданням ранньої Церкви було аріанство. Тому Ньютон за життя не опублікував цього трактату, попри те, що в ньому немає прямого захисту антитринітаризму, а лише в обережних висловлюваннях розпочато реконструкцію двох явних тринітарних спотворень Нового Заповіту.